# Rabah Yousif
Rabah Mahhamed Yousif Bkheit (in arabo رباح يوسف‎?; Omdurman, 11 dicembre 1986) è un velocista sudanese naturalizzato britannico.

## Palmarès
| Anno                                  | Manifestazione          | Sede        | Evento        | Risultato  | Prestazione | Note                                     |
| ------------------------------------- | ----------------------- | ----------- | ------------- | ---------- | ----------- | ---------------------------------------- |
| In rappresentanza del Sudan           |                         |             |               |            |             |                                          |
| 2008                                  | Campionati africani     | Addis Abeba | 400 m piani   | Semifinale | 47"22       |                                          |
| 2008                                  | Campionati africani     | Addis Abeba | 4×400 m       | Argento    | 3'04"00     | Record nazionale                         |
| 2009                                  | Mondiali                | Berlino     | 400 m piani   | Semifinale | 45"63       |                                          |
| 2010                                  | Campionati africani     | Nairobi     | 400 m piani   | Argento    | 45"18       |                                          |
| 2011                                  | Mondiali                | Taegu       | 400 m piani   | Semifinale | 45"43       |                                          |
| 2011                                  | Giochi panafricani      | Maputo      | 400 m piani   | Oro        | 45"27       |                                          |
| 2012                                  | Giochi olimpici         | Londra      | 400 m piani   | Semifinale | 45"13       | =                                        |
| In rappresentanza della Gran Bretagna |                         |             |               |            |             |                                          |
| 2014                                  | Europei                 | Zurigo      | 4×400 m       | Oro        | 2'58"79     |                                          |
| 2015                                  | Europei indoor          | Praga       | 4×400 m       | 5º         | 3'08"56     |                                          |
| 2015                                  | World Relays            | Nassau      | 4×400 m       | 6º         | 3'01"51     |                                          |
| 2015                                  | Mondiali                | Pechino     | 400 m piani   | 6º         | 44"68       |                                          |
| 2015                                  | Mondiali                | Pechino     | 4×400 m       | Bronzo     | 2'59"62     |                                          |
| 2016                                  | Europei                 | Amsterdam   | 4×400 m       | Bronzo     | 3'01"44     |                                          |
| 2017                                  | Mondiali                | Londra      | 4×400 m       | Bronzo     | 2'59"00     | Miglior prestazione personale stagionale |
| 2018                                  | Europei                 | Berlino     | 400 m piani   | Semifinale | 45"30       | Miglior prestazione personale stagionale |
| 2018                                  | Europei                 | Berlino     | 4×400 m       | Argento    | 3'00"36     | Miglior prestazione personale stagionale |
| 2019                                  | World Relays            | Yokohama    | 4×400 m       | 5º         | 3'04"96     |                                          |
| 2019                                  | Mondiali                | Doha        | 400 m piani   | Semifinale | 45"15       | Miglior prestazione personale            |
| 2019                                  | Mondiali                | Doha        | 4×400 m       | Finale     | dnf         |                                          |
| 2019                                  | Mondiali                | Doha        | 4×400 m mista | 4º         | 3'12"27     | Record europeo                           |
| 2021                                  | World Relays            | Chorzów     | 4×400 m mista | 5º         | 3'18"87     |                                          |
| In rappresentanza dell' Inghilterra   |                         |             |               |            |             |                                          |
| 2018                                  | Giochi del Commonwealth | Gold Coast  | 400 m piani   | Semifinale | 46"05       |                                          |
| 2018                                  | Giochi del Commonwealth | Gold Coast  | 4×400 m       | Batteria   | dnf         |                                          |